# Torso
För filmen, se Torso (film).

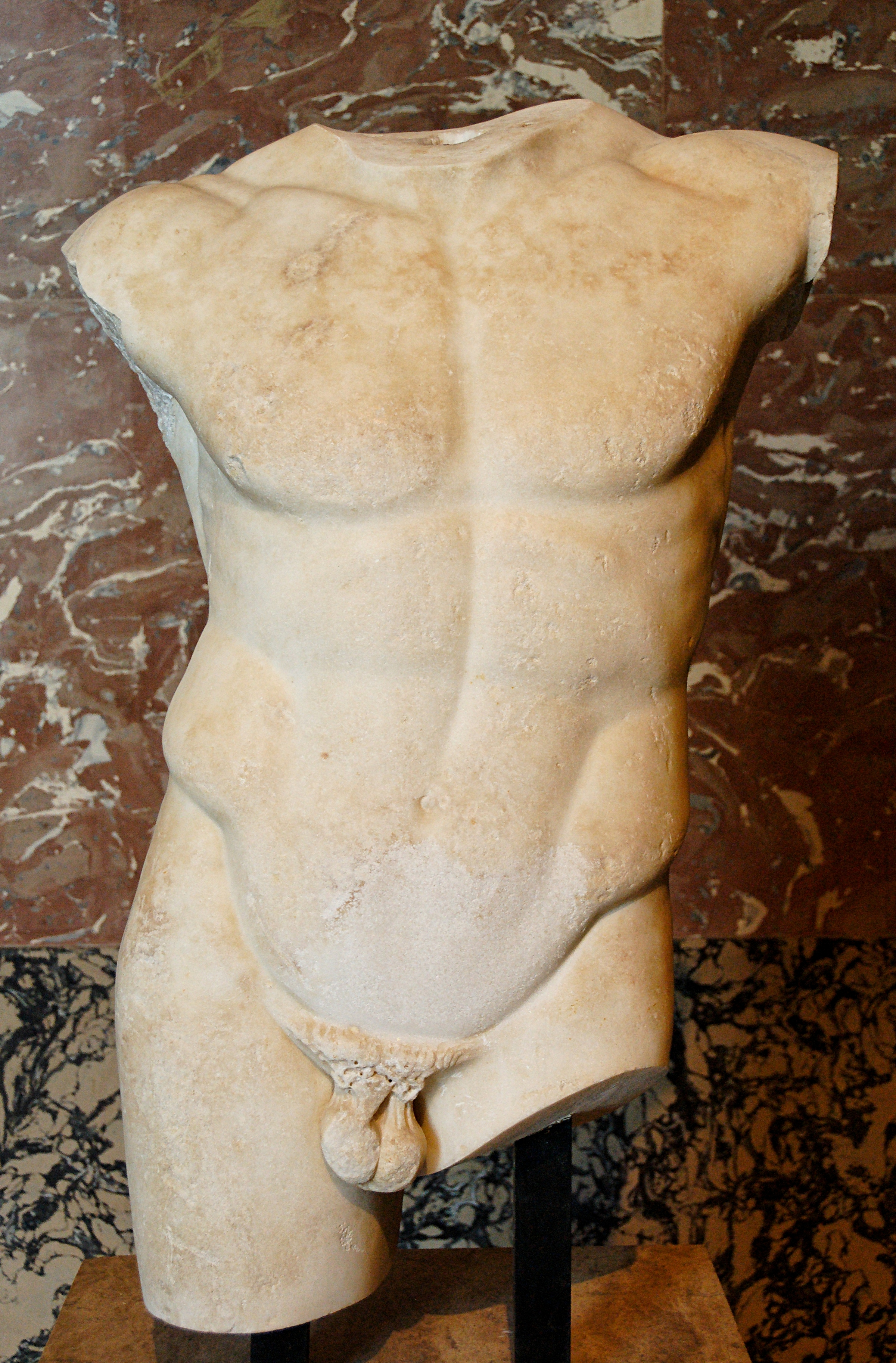
Romersk torso i marmor.

Torso (it. torso "bål", "överkropp", ytterst av grek. thyrsos "stam") är människans överkropp, bålen. Inom skulpturkonst används ordet om för figurskulpturer som skildrar just detta, det vill säga en människas överkropp. En del skulpturer från antiken är numera bevarade endast som torsor. En berömd sådan är Belvederetorson (Torso di Belvedere).
Torsor förekommer även inom medicinen som biologiska modeller på vilka man kan studera människokroppens inre organ.